# Ephyrodes hypenoides
Ephyrodes hypenoides là một loài bướm đêm trong họ Erebidae.